# Quemchi
Quemchi is een gemeente in de Chileense provincie Chiloé in de regio Los Lagos. Quemchi telde 8.352 inwoners in 2017.